# Tengah
Tengah è un'area di pianificazione e futura "nuova città"  promossa dall'Housing and Development Board (ente del Ministero dello sviluppo nazionale) che si trova nella West region di Singapore. È circondata da Choa Chu Kang a nord-est, Jurong East e Jurong West a sud, Bukit Batok a est e Western Water Catchment a ovest e a nord.
In precedenza era un'area militare, ora riservata per i futuri sviluppi edilizi residenziali e rendendolo il più recente progetto di Housing and Development Board (l'ultimo è stato Punggol negli anni '90).

## Eimologia
Prima dell'urbanizzazione dell'area, l'area meridionale di Tengah era conosciuta come "Hong Kah", un kampong (villaggio) cinese situato appena a nord dell'attuale Jurong West.. Ad oggi esiste difatti il quartiere omonimo all'interno di Jurong West. A sud invece vi era un kampong malese conosciuto come Kampong Ulu Jurong in quella strada che oggi viene chiamata Jurong Road.
Nelle vecchie mappe, l'area è descritta come Tengeh o Tengah. In malese la parola significa centro, centrale o in mezzo. Il nome potrebbe esser stato preso dal vicino Sungei Tengah (fiume Tengah).